# Schweigt stille, plaudert nicht
Schweigt stille, plaudert nicht (in tedesco «Fate silenzio, non chiacchierate») BWV 211, nota anche come La Cantata del caffè (Kaffeekantate) è una cantata profana di Johann Sebastian Bach. Venne scritta tra il 1732 e il 1734 per essere eseguita al caffè Zimmermann da parte del Collegium Musicum lipsiense. Il libretto è di Picander.

## Trama
All'inizio della cantata, di argomento umoristico, il narratore presenta il signor Schlendrian, che si lamenta della figlia disobbediente Lieschen e le chiede di smettere di bere caffè. Lei rifiuta, afferma che senza una tazza di caffè ogni giorno diventerebbe un "pezzo di montone secco" e nell'aria seguente elogia un caffè che è "più dolce di mille baci". Suo padre la minaccia che se non smette di bere caffè, le proibirà le passeggiate e non le comprerà più abiti alla moda e nastri per cappelli. Lieschen risponde che farà a meno di tutto pur di continuare a bere il suo caffè. Alla fine il padre giunge a minacciarla di non permetterle di sposarsi. Lieschen allora cambia idea, promette di non toccare più il caffè e chiede a suo padre di andare lo stesso giorno a cercarle un corteggiatore.
A questo punto finisce il libretto di Picandro; ma Bach ha aggiunto altre due parti (del cui testo l'autore è sconosciuto):
Il narratore spiega che mentre il padre è andato in città per cercare un corteggiatore per la figlia, Lieschen fa segretamente pubblicare che accetterà solo chi prometterà, e anche stipulerà nel contratto di matrimonio, che lei potrà  fare il caffè ogni volta che vuole. Alla fine, tutti cantano insieme che "proprio come un gatto non smette mai di prendere un topo, le ragazze non smetteranno mai di bere il caffè", proprio come fanno le loro madri e nonne.

## Struttura
- 1. Recitativo (Narratore): Schweigt stille, plaudert nicht
- 2. Aria (Schlendrian): Hat man nicht mit seinen Kindern
- 3. Recitativo (Schlendrian, Lieschen): Du böses Kind, du loses Mädchen
- 4. Aria (Lieschen): Ei! wie schmeckt der Coffee süße
- 5. Recitativo (Schlendrian, Lieschen): Wenn du mir nicht den Coffee lässt
- 6. Aria (Schlendrian): Mädchen, die von harten Sinnen
- 7. Recitativo (Schlendrian, Lieschen): Nun folge, was dein Vater spricht!
- 8. Aria (Lieschen): Heute noch, Lieber Vater, tut es doch!
- 9. Recitativo (Narratore): Nun geht und sucht der alte Schlendrian
- 10. Coro (trio): Die Katze lässt das Mausen nicht

## Organico
- Narratore (tenore)
- Herr Schlendrian, il padre (basso)
- Lieschen, la figlia (soprano)
- flauto, archi e basso continuo